# Associazione Calcio Rodengo Saiano 2010-2011
Questa pagina raccoglie le informazioni riguardanti l 'Associazione Calcio Rodengo Saiano nelle competizioni ufficiali della stagione 2010-2011.

## Rosa
| N. |                    | Ruolo | Calciatore            |
| -- | ------------------ | ----- | --------------------- |
|    | Italia (bandiera)  | C     | Mattia Altobelli      |
|    | Italia (bandiera)  | A     | Christian Araboni     |
|    | Italia (bandiera)  | D     | Mauro Belotti         |
|    | Italia (bandiera)  | C     | Diego Bergamelli      |
|    | Italia (bandiera)  | P     | Simone Bertoli        |
|    | Italia (bandiera)  | D     | Mauro Tommaso Bertoni |
|    | Italia (bandiera)  | A     | Andrea Briotti        |
|    | Italia (bandiera)  | D     | Juriy Cannarsa        |
|    | Italia (bandiera)  | D     | Silvio Cassaro        |
|    | Italia (bandiera)  | C     | Alessandro Cazzamagli |
|    | Italia (bandiera)  | D     | Marco Colombo         |
|    | Italia (bandiera)  | A     | Federico Coppiardi    |
|    | Italia (bandiera)  | C     | Fabio De Masi         |
|    | Marocco (bandiera) | C     | Anouar El Kamch       |
|    | Italia (bandiera)  | C     | Mattia Ferraresi      |
|    | Italia (bandiera)  | C     | Antonio Lai           |
|    | Italia (bandiera)  | A     | Franco Lepore         |

| N. |                   | Ruolo | Calciatore           |
| -- | ----------------- | ----- | -------------------- |
|    | Italia (bandiera) | A     | Federico Ligori      |
|    | Italia (bandiera) | A     | Francesco Lisi       |
|    | Italia (bandiera) | D     | Michele Marchesini   |
|    | Italia (bandiera) | C     | Roberto Martinelli   |
|    | Italia (bandiera) | C     | Stefano Martinelli   |
|    | Italia (bandiera) | C     | Fabio Meduri         |
|    | Italia (bandiera) | C     | Marco Ortolan        |
|    | Italia (bandiera) | A     | Davide Panizza       |
|    | Italia (bandiera) | P     | Mattia Pedersoli     |
|    | Italia (bandiera) | A     | Nicola Piras         |
|    | Italia (bandiera) | C     | Daniele Prandini     |
|    | Italia (bandiera) | C     | Filippo Spagnoli     |
|    | Italia (bandiera) | C     | Emanuele Tenneriello |
|    | Italia (bandiera) | D     | Federico Tobanelli   |
|    | Italia (bandiera) | C     | Michael Vincenzi     |
|    | Italia (bandiera) | P     | Luca Vino            |
|    | Italia (bandiera) | C     | Angelo Zanotti       |